# Reagan Dale Neis
Reagan Dale Neis (Portage la Prairie, Manitoba, 24 de septiembre de 1976) es una actriz canadiense. Es conocida por su papel principal en la comedia de The WB Maybe It's Me y por coprotagonizar la comedia de Fox A Minute with Stan Hooper. También apareció como estrella invitada en Joey y Malcolm in the Middle, y coprotagonizó la película de 2006 Material Girls.

## Biografía
Nacida en Portage la Prairie, Manitoba, Neis creció en Red Deer, Alberta. Neis se graduó de la escuela secundaria Lindsay Thurber. Entre la secundaria y la universidad, se tomó un año sabático, trabajando como camarera. Luego fue al Red Deer College, donde estudió teatro.

## Carrera
El primer papel de Neis como actriz fue en la película Naked Frailties (1998), donde interpretó el papel principal femenino. Luego, Neis interpretó al personaje principal, Molly Stage, en la serie de televisión Maybe It's Me.
Antes de interpretar a Molly Stage, había interpretado pequeños papeles en televisión, incluyendo una aparición en Malcolm in the Middle como uno de los intereses amorosos de Malcolm, Nikki. El New Zealand Herald escribió que "la actriz canadiense Reagan Dale Neis es tan agradable como su personaje Molly Stage". Su último crédito actoral conocido fue en 2016.

## Filmografía
| Año                       | Título                | Papel                    | Notas                    |
| ------------------------- | --------------------- | ------------------------ | ------------------------ |
| 1998                      | Naked Frailties       | Liz                      |                          |
| 2001                      | Go Fish               | Staci                    | 1 episodio               |
| 2001                      | Maybe It's Me         | Molly Stage              | 22 episodios (2001-2002) |
| 2001                      | Malcolm in the Middle | Laura                    | 1 episodio               |
| 2002                      | Stark Raving Mad      | Kitten                   | Video                    |
| 2002                      | Malcolm in the Middle | Nikki                    | 4 episodios              |
| 2003                      | Malcolm in the Middle | Nikki                    | 4 episodios              |
| A Minute with Stan Hooper | Chelsea               | 13 episodios (2003-2004) |                          |
| 2004                      | Stolen Poem           | Carol                    |                          |
| 2004                      | Joey                  | Jane                     | 1 episodio               |
| 2006                      | Dirty Habit           | Amelia                   |                          |
| 2006                      | Material Girls        | Jaden                    |                          |
| 2009                      | Camera Obscura        | Clara                    |                          |

## Premios y nominaciones
| Año  | Premios     | Categoría                               | Trabajo         | Resultado |
| ---- | ----------- | --------------------------------------- | --------------- | --------- |
| 1999 | Rosie Award | Mejor interpretación principal femenina | Naked Frailties | Nominada  |